# Peter Steuger
Peter Steuger (* 1965) ist ein deutscher Kameramann.

## Leben
Peter Steuger ist ein deutscher Spielfilm-Kameramann. Mit dem von Canan Gerede inszenierten Kinofilm "The Split" debütierte er 1999 als Kameramann für einen Langspielfilm. Bereits ein Jahr später drehte er mit 101 Reykjavík seine bisher bekannteste Kameraarbeit. Dafür wurde er für einen goldenen Frosch beim internationalen Kamera-Festival Camerimage in Lodz, Polen, nominiert. Inzwischen hat er bei 15 Kinofilmen und 25 Fernsehspielen mitgewirkt.
Peter Steuger ist Mitglied im Berufsverband Kinematografie (BVK).

## Filmografie (Auswahl)
- 1992: Tatort: Blindekuh (Kameraassistenz)
- 1993: Das tödliche Auge (Fernsehzweiteiler)
- 1999: Split
- 2000: 101 Reykjavík
- 2003: Tatort: Schattenlos
- 2004: Cowgirl
- 2004: The Ring Thing
- 2005: Drei gegen Troja
- 2007: Fata Morgana
- 2008: Ein Teil von mir
- 2008: Gonger – Das Böse vergisst nie
- 2008: Die Gerichtsmedizinerin (Fernsehserie, 2 Folgen)
- 2009: Totentanz
- 2010: Gonger 2 – Das Böse kehrt zurück
- 2010: Schlaflos in Oldenburg
- 2014: Die Auserwählten
- 2018: Kaisersturz
- 2020: Papa auf Wolke 7
- 2022: Oskar, das Schlitzohr und Fanny Supergirl
- 2022: McLenBurger – 100% Heimat
- 2024: Ostsee für Sturköppe